# Mount Hotham
Mount Hotham är ett berg i Australien. Det ligger i delstaten Victoria, omkring 210 kilometer nordost om delstatshuvudstaden Melbourne. Toppen på Mount Hotham är 1 861 meter över havet, eller 171 meter över den omgivande terrängen. Bredden vid basen är 4,2 km.
Runt Mount Hotham är det mycket glesbefolkat, med 4 invånare per kvadratkilometer.. 
I omgivningarna runt Mount Hotham växer i huvudsak städsegrön lövskog. Genomsnittlig årsnederbörd är 1 070 millimeter. Den regnigaste månaden är juni, med i genomsnitt 148 mm nederbörd, och den torraste är januari, med 45 mm nederbörd.